# 小行星9648
小行星9648（9648 Gotouhideo）是一颗绕太阳运转的小行星，为主小行星带小行星。该小行星于1995年10月30日发现。

## 轨道参数
小行星9648的轨道半长轴为2.2707914 UA，离心率为0.172。